# Poeciliopsis prolifica
Poeciliopsis prolifica és un peix de la família dels pecílids i de l'ordre dels ciprinodontiformes. Va ser descrit per l'ictiòleg nord-americà Robert R. Miller el 1960.

## Morfologia
Els adults poden assolir els 2 cm de longitud total.

## Distribució geogràfica
Es troba a Mèxic.